# شامخة فكية
الشَّامِخَةُ الفَكِّيَّة (بالإنجليزية: mandibular prominence)‏ هي بنية جنينية تؤدي إلى ظهور الجزء السفلي من الوجه.
ينشأ منها الفك السفلي والشفة السفلية. تتكثف الخلايا الميزانشيمية داخل الشامخة الفكية لتشكيل غضروف ميكل.
يعصبها العصب الفكي السفلي.

## وصلات خارجية
- hednk-032 — صور للجنين مصدرها جامعة كارولاينا الشمالية